# Déclaration sur l'octroi de l'indépendance aux pays et peuples coloniaux
La Déclaration sur l'octroi de l'indépendance aux pays et peuples coloniaux, aussi dénommée résolution 1514 de l'Assemblée générale de l'ONU, en date du 14 décembre 1960, est un texte de référence en ce qui concerne le processus de décolonisation des peuples. 
Elle est le résultat de la présence à l'ONU d'un nombre croissant d'anciennes colonies devenues indépendantes depuis 1945. 

## Historique

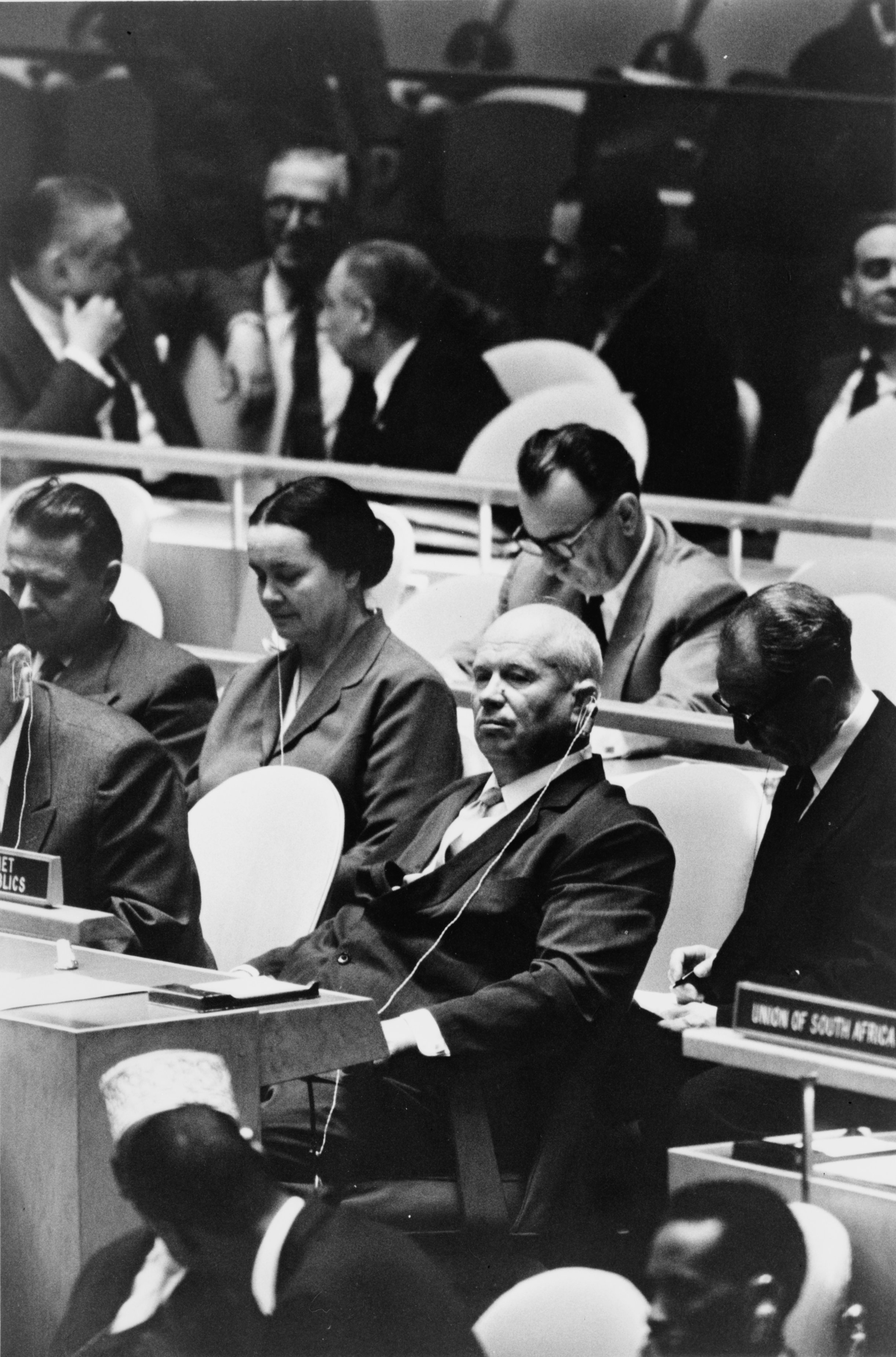
Nikita Khrouchtchev à l'ONU le 22 septembre 1960

La proposition est un projet de déclaration à l'initiative de Nikita Khrouchtchev, alors secrétaire général du PCUS, daté du 23 septembre 1960. Lors de l'examen de cette question, le 28 novembre, un autre projet est présenté par le Cambodge au nom de 26 pays d'Asie et d'Afrique, finalement parrainé par 43 délégations. Ce projet fut adopté par l'Assemblée générale par 89 voix, sans opposition mais avec 9 abstentions. Parmi les pays s'étant abstenus (Australie, Belgique, Espagne, États-Unis, France, Portugal, République dominicaine, Royaume-Uni et Union d'Afrique du Sud) figuraient la plupart des États possédant encore de colonies.
Le Comité spécial de la décolonisation a été créé en 1961 à la suite de la Déclaration de 1960 sur l'octroi de l'indépendance aux pays et peuples coloniaux. Cette déclaration est aussi citée par le Préambule de la Convention internationale sur l'élimination de toutes les formes de discrimination raciale. 

## Cas du Tibet
Dans sa lettre au secrétaire général de l'ONU datée du 29 septembre 1960, le dalaï-lama exprime sa joie en remarquant que Nikita Khrouchtchev a appelé quelques jours plus tôt, lors de son discours devant l'Assemblée de l'ONU, à la liberté pour tous les peuples colonisés, en ajoutant que son pays est colonisé.
L'Assemblée Générale adopta ses appels au respect du droit du peuple tibétain à l'autodétermination en 1961 puis 1965.
Selon Sofia Stril-Rever, en 1964, le dalaï-lama, qui espère encore en l’avènement d'un Tibet indépendant, positionne sa stratégie dans le mouvement postcolonial, l'ONU soutenant alors la lutte des peuples pour l'indépendance. La jurisprudence internationale a défini les caractéristiques d'un peuple distinct et les Tibétains répondent à tous les critères retenus.
Le Tibet n'a jamais été répertorié par les Nations unies comme « pays à décoloniser », que ce soit avant ou après 1971, date de l'entrée de la Chine populaire au sein de cette organisation internationale, et aucun pays n'a reconnu à ce jour[Quand ?] le gouvernement tibétain en exil ,. Dans la liste des pays et territoires à décoloniser publiée en 2008 par l'ONU, le Tibet n'est pas mentionné, et la Chine n'est pas citée au nombre des « puissances administrantes ».